# Скарятин, Фёдор Яковлевич
Фёдор Яковлевич Скарятин (1806—1835) — офицер лейб-гвардии Уланского полка, адъютант князя Д. В. Голицына, один из основателей Московских художественных классов.

## Биография

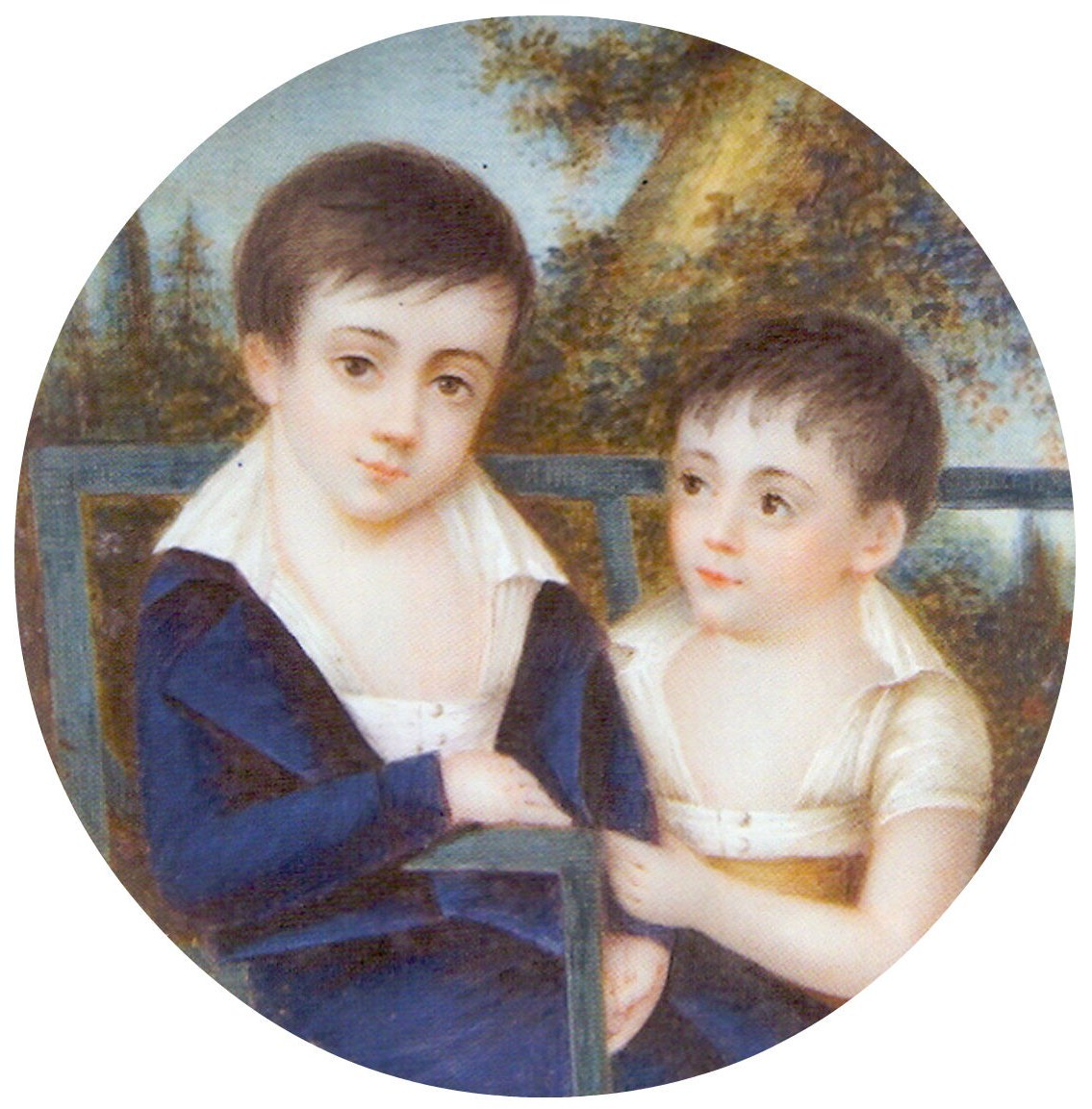
Фёдор и Григорий Скарятины

Родился 3 (15) апреля 1806 года. Старший сын участника заговора против императора Павла I, орловского помещика Якова Фёдоровича Скарятина. Получил хорошее домашнее образование по руководством гувернера француза Столь. В военную службу вступил в Нарвский драгунский полк. Сюда же в апреле 1825 года поступил на службу его брат Григорий.
После восстания декабристов Ф. Ф. Вадковский указал, что Скарятин знал о существовании Южного тайного общества, им же был принят в него и из Петербурга было послано требование командиру 4-го пехотного корпуса, их дяде, князю А. Г. Щербатову о присылке «юнкера Скарятина». Не зная, который из двух требуется, Щербатов выслал обоих. Другие главные члены общества указывали на то, что «они никакого Скарятина членом не знали и что у них юнкеров принимать не позволялось». Обеих Скарятиных 31 декабря 1825 года поместили на гауптвахту Кавалергардского полка. Высочайше повелено было 19 апреля 1826 года выпустить Фёдора Яковлевича Скарятина, вменив арест в наказание, и отправить в полк под строгий надзор дяди. Был переведён 23 июня 1826 года в Кавалергардский полк, с определением в школу гвардейских юнкеров, откуда в 1828 году он был выпущен офицером в лейб-гвардии Уланский полк. В 1829 году уволился в резерв и совершил путешествие на Ближний Восток.
По возвращении из путешествия с 29 декабря 1831 года состоял адъютантом московского генерал-губернатора князя Д. В. Голицына. Был знаком с Пушкиным, в марте 1831 года участвовал с поэтом и другими лицами в известном масленичном катании, устроенном Пашковыми в Москве.
Уже в детские годы у Фёдора Скарятина проявился дар художника. По отзывам современников, он был «способный молодой человек и мастерски писал масляными красками». В 1832 году он стал одним из директоров комитета Московского художественного класса. После смерти жены уехал в Италию, чтобы поправить здоровье и «усовершенствоваться в живописи».
Умер 11 (23) апреля 1835 года от чахотки во Флоренции. Проститься с Скарятиным пришли многие его соотечественники, жившие тогда в Италии. Среди них был и князь П. А. Вяземский, который писал 12 апреля: «Погода совершенно осенняя: холод, пасмурно. Приехал во Флоренцию в 9 часов утра. Отпевание Скарятина». Похоронен на греческом православном кладбище в Ливорно. Позже, согласно завещанию, его прах был перезахоронен в Москве на Ваганьковском кладбище; могила утрачена.

## Семья
Жена (с 22 мая 1832 года) — Екатерина Петровна Озерова (16.07.1807—30.07.1833), фрейлина двора (1826), дочь сенатора Петра Ивановича Озерова. Талантливая пианистка и ученица Фильда. 7 декабря 1824 года принимала участие в большом концерте, данном в Благородном собрании в пользу пострадавших от наводнения в Петербурге. А. Я. Булгаков писал брату: «На фортепиано — маленькая Озерова, которая, говорят, подлинно блеснула». За свою виртуозность была взята ко двору, где выступала в придворных концертах. «Слушать Озерову — значило ею восхищаться, — замечала современница, — такой редкостный талант нечасто встретишь, она покоряла слушателей и сразу овладевала их вниманием. Трудно представить себе эту точность, соединенную с изяществом, силу и отчетливость, это поток блестящих и чистейших нот, при блестящем, отнюдь не сухом исполнении».
За романом мадемуазель Озеровой с троюродным братом Скарятиным наблюдал весь двор. «Их любовь, — писала в дневнике графиня Долли Фикельмон, — продолжалась восемь лет, и её не сломили никакие препятствия. Она была совсем некрасива, но хорошо сложена и выглядела доброй и умной. Он же — замечательный, полный очарования молодой человек, с очень симпатичным лицом и весьма оригинальным умом». Для заключения брака потребовалось разрешение из Синода, которое было дано 4 апреля 1832 года Николаем епископом Дмитровским. Венчание было в Москве в Веденской церкви на Стретенке. Однако брак оказался непродолжительным. 10 июля 1833 года А. Я. Булгаков сообщал: «Дочь Петра Ивановича Озерова, что за Скарятиным, без всякой надежды, так что в эту минуту нет её, может быть, на свете. Об ней давно говорили, что ей жить нельзя, в злой была чахотке». Похоронена на Ваганьковском кладбище. Их сын:
- Яков (11.04.1833[16]—01.01.1834), похоронен рядом с родителями в Москве.